# تييستو
تييستو (بالهولندية: Tijs Michiel Verwest)‏ (ولد باسم تييِس مايكل فيرفست في 17 يناير 1969 في بريدا، شمال برابنت، هولندا) هو واحد من أشهر منظمي الحفلات (دي جي) لموسيقى الترانس في مجال الموسيقى الإليتكرونية الراقصة. يعرف باسم دي جي تييستو (DJ Tiësto).

## السيرة الذاتية
ولد تييس في هولندا. وبدأ يبدي اهتمامه بالموسيقى بعمر 12سنة. في بدايته عمل نادل في ملجأ للعجزة. في السنوات 1985 إلى 1993 كان دي جي محلي يعمل في بعض النوادي الليلية بهولندا، وعمل تحت أسماء مختلفة مثل Da Joker و-Dj Limit. ابداعه في خلق موسيقى الترانس كانت سنة 1997 عندما بدأ يصنع الحان وموسيقى ترانس ويقوم بتوزيعها على الكثير من الدي جي وجمعهم في سلسلة دعائية "Forbidden Paradise series " في شركة ال دي جي هولندية تدعى «بيسيك بية». تييستو ترك الشركة على اثر نزاع مع الأدارة. في 1997 أقام تيستو مع ال دي جي «أرني بينك» شركة الموسيقى إليكترونية راقصة "Black Hole Recordings" برعاية
"Magic Music" وصنعوا الكثير من الألحان والمجلدات والمجموعات. في تلك الفترة بدأ تيستو بتقديم سلسلة المجلدات "Magic Series" التي شملت7 ديسكات من سنة 1997 حتى 2001. وبعدها اخرج إلى الضوء سلسلة المجلدات
"In Search of Sunrise". وبهذا التسلسل اخرج حتى سنة 2008 7 البومات. وهنا لأول مرة تخلى عن لقب دي جي وبدأ بتسويق ألبوماته تحت اسم «تييستو Tiësto» (بدأ بالعمل تحت اسم تييستو من الديسك ال4 الذي أخرجه سنة 2005)
سنة 1999 تحول ليكون ال دي جي الخاص بأحد أهم النوادي الليلية في إنجلترا «جيت كراشير» في مدينة ليدز. في نفس السنة عزف أطول مقطع لهُ (12 ساعة متواصلة) بنادي ليلي في أمستردام. وفي نفس السنة أقام تحالف مع ال دي جي الهولندي «فري كورستن ferry corsten» دعي تحالفهما "Gouryella" الذي اشتهر بالأساس بفضل أغنية منفردة دعائية أيضا "Gouryella" وأغنية منفردة أخرى دعائية "Walhalla"، هاتين الأغنيتين المنفردتين يعتبران الكلاسيكو لكل الأزمنة للموسيقى إليكترونية راقصة. سنة 2001 ترك تييستو التحالف ليعمل منفرداً.
سنة 2000 اخرج البوم مجموعة "Summerbreeze" بين مخرجي الألبوم نستطيع أن نجد أسماء كانت مجهولة في تلك الفترة لكن انشهرة فيما بعد مثل أرمين فان بيورن والإسرائيلي يهيل شيرمان وغيرهم. وبفضل هذا الألبوم ازدادت شهرة تييستو حتى وصلت إلى الولايات المتحدة وخاصةً بفضل الريمكس الذي صنعه لأغنية "Silence" ل "Delerium".
سنة 2001 اخرج البوم (بعد عدد لا يحصى من مجموعات) يشمل 10 أغاني منفردة من بينهم 5 أغاني لامعة ضربة الأسواق. في نفس السنة كسر تييستو الرقم القياسي بشرب عبوات الريد بول حيث شرب 31 علبة ريد بول خلال 24 ساعة.
بتاريخ 10 مايو 2003 كان تييستو أول دي جي يصنع احتفالاً في ملعب كرة قدم، حيث ظهر أمام جمهور من 25.000 شخص في الملعب المخصص لنادي فيتيس أرنيهم بمدينة أرنهيم في هولندا. الاحتفال بيع على أشرطة دي في دي توثق الاحتفال الذي دام 6 ساعات وسمي "Tiësto in Concert". وبعد سنة قام تييستو بعرضين مشابهين، في الاحتفال الأول جاء 35.000 شخص ولكن بقي بضع آلاف غيرهم بالخارج لعدم توفر أماكن. بسبب الطلبات المتزايدة على تييستو أقام عرضاً آخر لـ 20.000 شخص. وأيضاً هذه العروض بيعت على أشرطة دي في دي وسمية "Tiësto in Concert 2". سنة 2004 اخرج الألبوم الثاني "Just Be".

دورة الألعاب الأوليمبية في أثينا صيف 2004

يعتبر تييستو اليوم من الدي جي لموسيقى الترانس الأفضل في العالم. حيث بدأ نجاحه الكبير عام 2000 حيث كان أول دي جي يقوم بعرض احتفال وحده دون وجود دي جي آخر بالاحتفال أو أي تمهيد لحضوره. هو كتب
الرقم القياسي لدي جي الأول والوحيد حتى اليوم الذي عزف في مراسم افتتاح دورة الألعاب الأوليمبية في أثينا سنة 2004، من هذا الظهور اخرج البوم "Parade of the Athletes".
في نفس السنة تم اختيار تييستو دي جي رقم 1 بالعالم على يد "dj magazine" البريطانية ولمدة 3 سنوات على التوالي، حيث تخطاه الدي جي الألماني بول فان ديك. وفي سنة 2006 نزل للموقع ال3 لصعود أرمين فان بيورن وبقي أرمين الأول لمدة 3 سنوات وبقي تيستو بتنقل بين الثاني والثالث ونتائج سنة 2011 التي خرجت مطلع 2012 تصنف تيستو بالمكان الثالث مع صعود دفيد جوتا ليكون الأول
سنة 2008 حصل على جائزة غرامي على البوم أخرجه سنة 2007 يدعى "Elements of Life". في صيف 2008 أصبح تييستو الدي جي الدائم لأكبر نادي ليلي في العالم يدعى «بريفلج» في جزيرة ايبيزا
الي جانب حياته الموسيقية الناجحة، يعمل تييستو مجهود كبير في مجال المجتمع. في فبراير 2006 عُيّن السفير الدولي الرسمي لأقامته رابطة خيرية تدعى "Dance4Life" لمحاربة انتشار فيروس الايدز. فروع الرابطة منتشرة في أنحاء العالم وخاصةً في دول العالم الثالث.

## ديسكغرفي

### ألبومات الاستوديو
- 2001 - In My Memory
- 2004 - Just Be
- 2004 - Parade of the Athletes

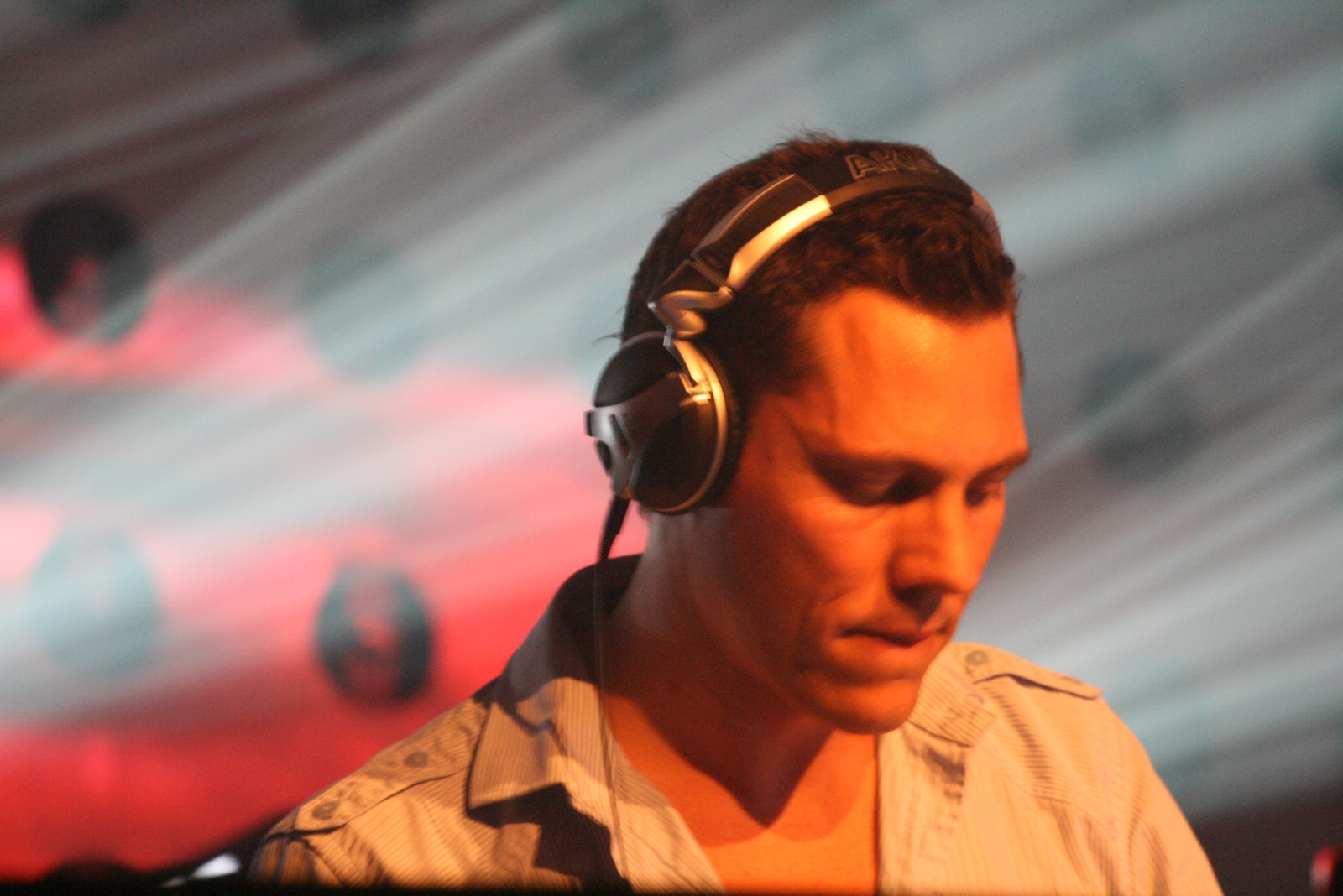
تييستو يعرض اغنية"Elements Of Life" في جولة حول العالم. أمستردام في 16 مارس 2007

- 2006 - Pirates of the Caribbean: Dead Man's Chest
- 2007 - Elements Of Life
- 2009 - Kaleidoscope

### البومات العروض
هذه الألبومات تم تسجيلها خلال العروض
- 1999 - Live at Innercity: Amsterdam RAI
- 2003 - We Can Not Get Enough! Dance Valley

### المجموعات

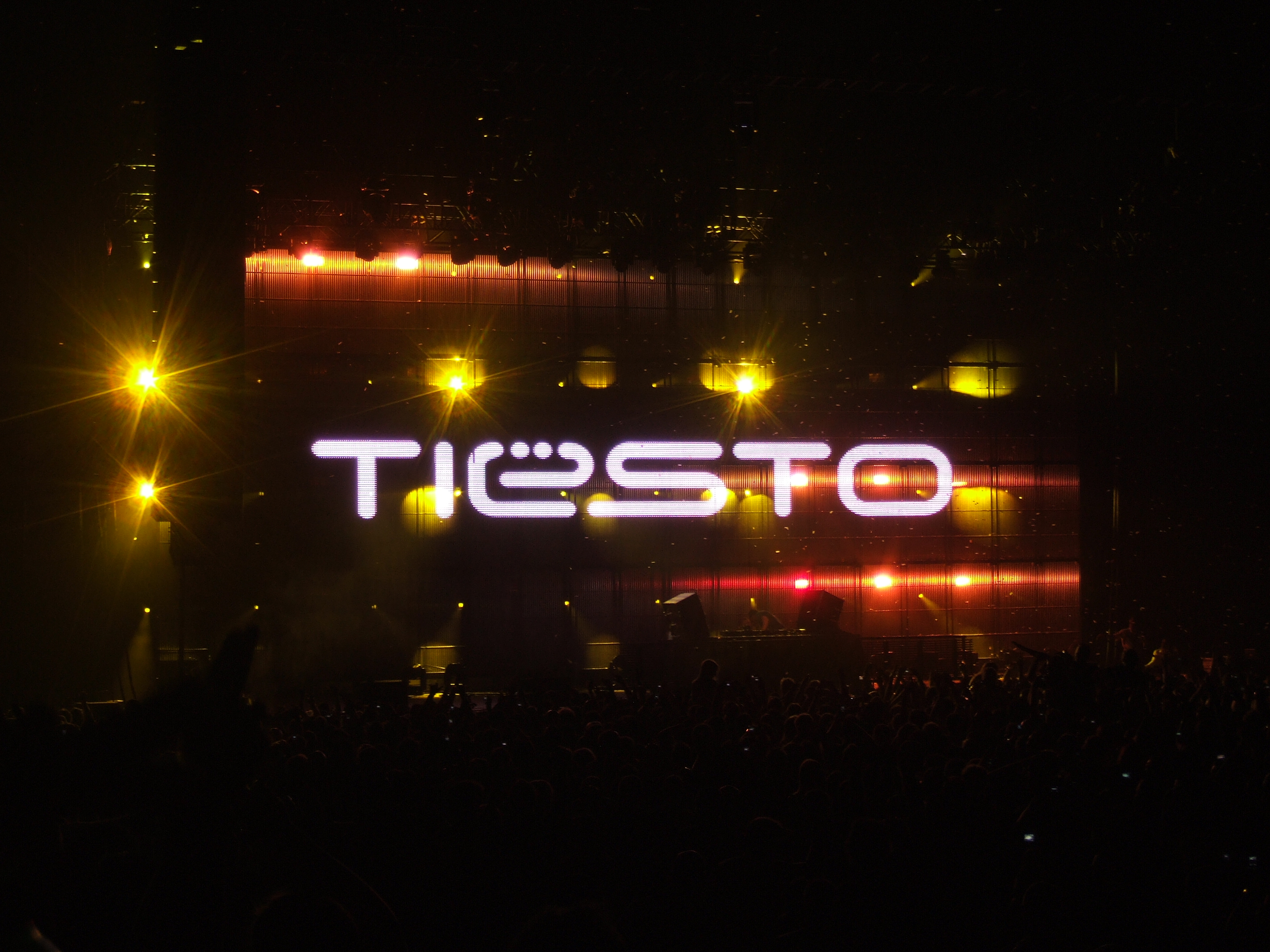
Tiësto at the O2 Arena in London on August 8, 2008

- 1995 - Forbidden Paradise 3: The Quest for Atlantis
- 1995 - Forbidden Paradise 4: High as a Kite
- 1996 - Forbidden Paradise 5: Arctic Expedition
- 1996 - Lost Treasures: Isle of Ra
- 1996 - Lost Treasures: Concerto for Sonic Circles
- 1996 - Forbidden Paradise 6: Valley of Fire
- 1997 - Magik One: First Flight
- 1997 - Lost Treasures: Creatures of the Deep
- 1998 - Forbidden Paradise 7: Deep Forest
- 1998 - Space Age 1.0
- 1998 - Magik Two: Story of the Fall
- 1998 - Magik Three: Far from Earth
- 1998 - Global Clubbing: The Netherlands
- 1999 - Magik Four: A New Adventure
- 1999 - DJ's For Warchild
- 1999 - In Search of Sunrise
- 2000 - Magik Five: Heaven Beyond
- 2000 - Magik Six: Live in Amsterdam
- 2000 - Summerbreeze
- 2001 - Revolution
- 2001 - Puschkin Presents DJ Tiësto - Exclusive Black Hole Mix 2001
- 2001 - Magik Seven: Live in Los Angeles
- 2002 - In Search of Sunrise 3: Panama
- 2003 - Nyana
- 2003 - World Leader
- 2003 - Tiësto Presents Magik Muzik
- 2005 - Perfect Remixes Vol. 3
- 2005 - In Search of Sunrise 4: Latin America
- 2006 - In Search of Sunrise 5: Los Angeles
- 2007 - In Search of Sunrise 6: Ibiza
- 2008 - Tiësto Presents Black Hole Recordings
- 2008 - In Search of Sunrise 7: Asia

## وصلات خارجية
- تييستو على موقع IMDb (الإنجليزية)
- تييستو على موقع ميوزك برينز (الإنجليزية)
- تييستو على موقع ميوزك برينز (الإنجليزية)
- تييستو على موقع رولينغ ستون (الإنجليزية)
- تييستو على موقع إن إن دي بي (الإنجليزية)
- تييستو على موقع أول ميوزيك (الإنجليزية)
- تييستو على موقع ديسكوغز (الإنجليزية)
- تييستو على موقع ديسكوغز (الإنجليزية)
- تييستو على موقع ديسكوغز (الإنجليزية)
- تييستو على موقع قاعدة بيانات الفيلم (الإنجليزية)
- موقع تييستو الرسمي
- قناة تييستو الرسمية على YouTube
- الموقع الرسمي لdj magazine التي تصنف أفضل 100 دي جي بالعالم